# Слядув (Малопольское воеводство)
Сля́дув (пол. Śladów) — село в Польше в сельской гмине Слабошув Мехувского повета Малопольского воеводства.
Село располагается в 7 км от административного центра гмины села Слабошув, в 12 км от административного центра повета города Мехув и в 41 км от административного центра воеводства города Краков.
В 1975—1998 годах село входило в состав Келецкого воеводства.